# Tony Hurt
Anthony John "Tony" Hurt (født 30. marts 1946 i Auckland, New Zealand) er en newzealandsk tidligere roer og olympisk guldvinder.
Hurt vandt en guldmedalje ved OL 1972 i München, som del af den newzealandske otter, der desuden bestod af Wybo Veldman, Dick Joyce, John Hunter, Lindsay Wilson, Joe Earl, Trevor Coker, Gary Robertson og styrmand Simon Dickie. Newzealænderne sikrede sig guldmedaljen foran USA og Østtyskland, der fik henholdsvis sølv og bronze i en konkurrence, hvor der deltog i alt 15 lande. Fire år senere var han med i båden igen ved OL 1976 i Montreal, hvor det blev til en bronzemedalje.
Hurt vandt desuden en VM-bronzemedalje i otter ved VM 1974 i Luzern.

## OL-medaljer
- 1972:  Guld i otter
- 1976:  Bronze i otter